# Дилер
Ди́лер (англ. dealer «торговец») на рынке ценных бумаг — профессиональный участник рынка ценных бумаг, совершающий операции с ценными бумагами от своего имени и за свой счёт.

## Дилеры фондового рынка
Особенностью дилерской торговли являются дополнительные обязательства, которые берёт на себя дилер путём публичного объявления цен покупки и (или) продажи с обязательством исполнения сделок по этим ценам в оговоренный промежуток времени. Это позволяет крупным дилерам становиться маркетмейкерами. Дилером по российскому законодательству может быть только юридическое лицо. Дилерская деятельность является лицензируемым видом деятельности. В Российской Федерации лицензия на осуществление дилерской деятельности выдаётся ЦБ РФ — ФСФР (с 1.09.2013 ФСФР упразднена, теперь лицензии выдаются ЦБ РФ) (ранее — ФКЦБ). Без лицензии на осуществление дилерской деятельности юридическое лицо не может быть участником торгов на бирже.
Имеется два вида лицензий на дилерскую деятельность:
- по операциям с корпоративными ценными бумагами;
- по операциям с государственными ценными бумагами.

Для обеспечения гарантий исполнения сделок дилер должен обладать достаточным собственным капиталом, минимальная величина которого устанавливается законодательно. Дилер может совмещать свою деятельность на рынке ценных бумаг с брокерской деятельностью.
Принимая на себя обязательства по котированию ценных бумаг, дилеры формируют дополнительную ликвидность фондового рынка. Объявляя публичные котировки, дилер может сообщить и другие существенные условия, необходимые для заключения договора купли-продажи: количество покупаемых (продаваемых) ценных бумаг, срок действия объявленных цен и др. Участник рынка, зная условия совершения сделки, оценивает их и, если они его устраивают, заключает сделку с дилером на предложенных условиях. Дилер обязан эту сделку исполнить. Особенностью российского законодательства по ценным бумагам является то, что если дилер не предложил существенных условий совершения сделки, кроме цены, то он обязан заключить договор купли-продажи на существенных условиях, предложенных другим участником сделки. В случае уклонения дилера от заключения договора на условиях клиента по объявленным дилером котировкам, к нему может быть предъявлен иск о принудительном заключении такого договора и возмещении клиенту понесённых убытков.
Объявляя котировки ценных бумаг, дилер, как правило, обладает информацией о состоянии эмитента. Однако эта информация не всегда доступна широкому кругу участников рынка. Поэтому на дилера возлагается обязанность раскрывать информацию об эмитенте и консультировать клиентов по вопросам приобретения тех или иных ценных бумаг.
Законодательно дилер обязан:
- действовать исключительно в интересах клиентов;
- обеспечивать своим клиентам наилучшие условия исполнения сделок;
- доводить до клиентов всю необходимую информацию о состоянии рынка, эмитентов, ценах спроса и предложения, рисках и др.;
- не допускать манипулирования ценами и понуждения к совершению сделки путём предоставления умышленно искажённой информации об эмитентах, ценных бумагах, динамике изменения цен и др.;
- совершать сделки по купле-продаже ценных бумаг в соответствии с поручением клиентов в первоочередном порядке по отношению к дилерским операциям, если дилер совмещает свою деятельность с брокерской деятельностью.

От осуществления своей деятельности дилер может получать доход в виде:
- спреда (разница между заявленными ценами покупки и продажи);
- комиссий;
- платы за консультации и предоставление информации.